# Kardoss Géza

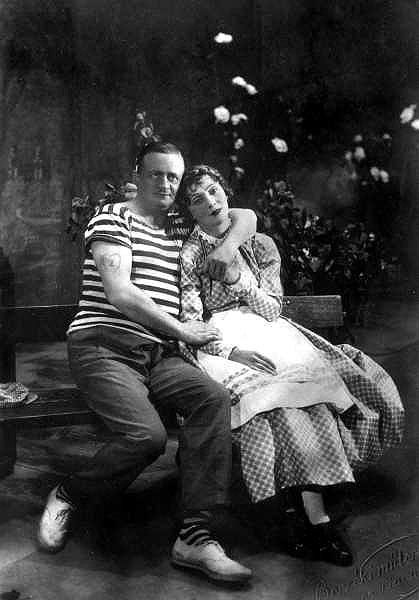
Molnár Ferenc: Liliom. Kardoss Géza (Liliom) és Szende Mária (Julika).

Kardoss Géza, néhol Kardos (Tiszacsege, 1888. augusztus 19. – South Bend, Indiana, 1955. augusztus 5.) magyar színész, színigazgató.

## Életpályája
Kardos Géza gyógyszerész és Preschl Emília fia. 1909-ben szerzett oklevelet a Színiakadémián, majd 1909 és 1911 között Debrecenben szerepelt. 1911-ben Krecsányi Ignác szerződtette, ebben a társulatban 1914-ig játszott. 1915 januárjától 1920-ig a Vígszínház művésze volt, majd 1920-tól 1936-ig újból Debrecenben lépett fel. Közben 1926–27-ben tanulmányúton járt Rómában és Milánóban, 1928-ban pedig Párizsban. 1936–37-ben a kecskeméti Katona József Színházban, 1937–39-ben pedig Hódmezővásárhelyen mint színigazgató működött. 1939-től 1942-ig úgynevezett cseretársulatot vezetett, ezt követően 1940–42-ben a Szegedi Nemzeti Színház igazgatója volt. 1942–43-ban az Új Magyar Színháznál játszott, majd 1944-ben a Madách Színházban és a Nemzeti Színházban lépett fel. Még ebben az évben előbb Németországba ment, később pedig az USA-ban telepedett le. Főként jellemszerepek megformálójaként vált ismertté.

### Magánélete
Házastársa Gyarmathy Klára Erzsébet volt, akit 1918. március 18-án Debrecenben vett nőül. Lánya Kardos Edit volt.

## Jelentősebb szerepei
- Molnár Ferenc: Farsang – Rendőrtitkár
- Gorkij: Éjjeli menedékhely – Színész
- Zilahy Lajos: Süt a nap – Sámson Mihály
- Sardou: Szókimondó asszonyság – Brigode

## Filmszerepei
- Nebántsvirág (1918) – Celestin a zárda orgonistája / Floridor operettszerző
- A nap lovagja (1918) – Asztalos Aurél újságíró
- Mária két éjszakája (1940) – Forgách Péter színész barátja
- És a vakok látnak... (1943) – intéző
- Sári bíró (1943) – főbíró
- Majális (1943) – tanár
- Zörgetnek az ablakon (1943)
- A látszat csal (1943)
- Ördöglovas (1944) – Sándor Móric gróf apja
- A két Bajthay (1944) – főjegyző
- Fiú vagy lány? (1944) – színigazgató, esküvői vendég